# صوفيا الراينكية
صوفيا من راينك، والمعروفة أيضاً باسم صوفيا من سالم، كونتيسة بينثهايم. وُلِدَت في حوالي العام (1120 ميلادي، وتُوفيَّت في 26 من سبتمبر في العام 1176 في القدس). شغِلَت صوفيا منصب كونتيسة بينثهايم بين عامي 1150م و 1176م. كما شَغِلَت أيضاً منصب قرينة كونتيسة لهولندا بِحُكْم زواجها من ديرك السادس، كونت هولندا الذي كان شاركها بِدَوْره في حكم مقاطعة بينثهايم.

## حياتها
صوفيا هي الابنة الوحيدة لأوتو الأول، كونت سالم، وهي حفيدة هيرمان من سالم، الذي كان يُناهض الملك الألماني آنذاك. وأمُّها هي غيرترود من نورثهايم. تزوَّجت صوفيا من ديرك السادس، كونت هولندا في وقت ما قبل العام 1135م.
موَّلت صوفيا مشاريع بناء كنائس جديدة في أديرة إيغموند (Egmond) ورينسبورغ (Rijnsburg). وفي العام 1138م، شدَّت صوفيا رحلها للحجِّ إلى بيت المقدس رِفقَة زوجها، وقاما بزيارة البابا في روما في أثناء رحلة العودة.
في عام 1150م، وَرِثَت صوفيا مقاطعة بينثهايم من شقيقها أوتو الثاني. وشغِلَت والدتُها منصب الوصِيَّة على عرش ابنتها، ودافعت عن حقوقها. ثمَّ نَجَحَت صوفيا بمساعدة والدتها في تولِّي حُكْم بينثهايم، وجعلتْ من زوجها شريكاً في الوِصاية على العرش.
قامت صوفيا برحلة حَجٍّ أخرى بعد وفاة زوجها في العام 1157م، إلا أنَّها غيَّرت الوجهة إلى سانتياغو دي كومبوستيلا في إسبانيا. كما وعاودت الحجَّ إلى القدس مرة أخرى في العام 1173م وثالثة في العام 1176م. لكنها وخلال حجِّها الأخير تُوفِّيت في مُستشفى سانت ماري التابع لفرسان التوتونيين في بيت المقدس. ودُفِنَت فيها.

## الفهرس
1. ديرك، المعروف باسم «الحاج» (Peregrinus) (ق. 1138 – 1151)، مدفون في إيغموند
2. فلوريس الثالث (ق. 1140 – 1190 في أنطاكية)، الذي خلف والده في كونت هولندا عام 1157
3. أوتو (ق. 1140/1145 – 1208 أو ما بعده)، الذي ورث ممتلكات والدته وأصبح كونت بينثيم
4. بالدوين (ق. 1149 أبريل 1196) – الذي كان وكيلًا للقديسة ماريا في أوتريخت ثم أسقف أوترخت من عام 1178 حتى وفاته.
5. ديرك (ق. 1152 – 28 أغسطس 1197 في بافيا)، الذي أصبح أيضًا أسقف أوترخت، عام 1197، لكنه توفي في نفس العام
6. صوفيا، التي أصبحت رئيسة دير ريجنسبورغ عام 1186
7. Hedwig (ت. 28 أغسطس 1167)، التي كانت راهبة في Rijnsburg
8. ماتت جيرترود في طفولتها
9. بترونيلا

## روابط خارجية
- السيرة الذاتية (بالهولندية)